# Karl Ludwig (Fußballspieler)
Karl Ludwig (* 14. Mai 1886 in Hillesheim; † 3. Februar 1948) war ein deutscher Fußballspieler, der für den Kölner FC 1899 und einmal für die A-Nationalmannschaft gespielt hat.

## Karriere

### Vereine
Ludwig spielte von 1905 bis 1914 für den Kölner FC 1899 in seiner Premierensaison in der erstklassigen Bezirksklasse Köln, danach, bis 1909, im erstklassigen Rheinbezirk Süd. Am Saisonende 1908/09 wurde er mit dem Verein disqualifiziert und aus der Bezirksklasse ausgeschlossen. Erst in der letzten Saison vor dem Ersten Weltkrieg kehrte er mit den Kölnern in den erstklassigen Rheinischen Südkreis zurück. Am Ende seiner Premierensaison wurde er mit der Mannschaft Kölner Bezirksmeister und darüber hinaus Westdeutscher Meister 1906 – durch den 3:2-Sieg im Entscheidungsspiel gegen den Duisburger SpV. Damit war er als Teilnehmer an der Endrunde um die Deutsche Meisterschaft 1906 qualifiziert, doch das Auftaktspiel am 6. Mai 1906 in Mannheim ging mit 2:4 nach Verlängerung gegen den 1. FC Pforzheim verloren.

### Nationalmannschaft
Er gehörte zu jenen elf Spielern, die das erste offizielle Länderspiel in der Geschichte des DFB bestritten hatten. Das Spiel am 5. April 1908 in Basel, das mit 3:5 gegen die Schweizer Nationalmannschaft verloren wurde, blieb sein einziges.

## Sonstiges
Ludwig trat bereits zum 1. Mai 1933 in die NSDAP ein, aber wegen unbekannten Aufenthalts trat die Mitgliedschaft nicht in Kraft. Zum 1. Mai 1937 konnte er der Partei endgültig beitreten (Mitgliedsnummer 5.866.535). Er verstarb am 3. Februar 1948, zehn Tage vor der Gründung des 1. FC Köln, 61-jährig.

## Erfolge
- Kölner Bezirksmeister 1906
- Westdeutscher Meister 1906
- Rheinbezirksmeister 1907